# ウラジーミル・エゴロフ
ウラジーミル・エゴロフ（ロシア語: Владимир Демьянович Егоров、1939年11月7日 - 2016年10月4日）は、ベラルーシ共和国の軍人、チェキスト。内務相、ベラルーシ国家保安委員会（KDB）議長を歴任。

## 経歴
モギリョフ州チェリコフスキー地区レチーツァ村出身。ベラルーシ人。
1958年、N.K.クルプスカヤ名称共和国文化教育学校卒業後、チェリコフスキー地区文化会館館長として働く。その後、1962年までソ連軍に召集。
1967年、歴史学専攻でモギリョフ教育大学を通信教育で卒業し、コムソモールの仕事に移る。1974年～1977年、白ロシア・コムソモール中央委員会書記。
1977年からソ連国家保安委員会（KGB）に入り、1979年、F.E.ジェルジンスキー名称ソ連KGB高等学校を卒業。その後、白ロシア・ソビエト社会主義共和国閣僚会議附属KGBの副課長。
1981年、内務機関に移り、ブレスト州執行委員会内務局長、白ロシア内務第一次官、ラトビア・ソビエト社会主義共和国内務相、アフガニスタン民主共和国内務省附属ソ連内務省代表部部長、ソ連内務省輸送機関内務総局長、ベラルーシ共和国内務相を歴任する。
1994年7月～1995年12月、ベラルーシ国家保安委員会議長。
1996年2月～2000年11月、ベラルーシ最高会議代議員、代表者院国家安全保障担当委員会委員長。

## パーソナル
赤旗勲章、名誉勲章、メダル15個を受章。